# International Center of Photography
International Center of Photography è un museo della fotografia, scuola e centro di ricerca che si trova a Manhattan a New York. Il centro è stato fondato nel 1974 da Cornell Capa con l'aiuto di Micha Bar-Am, nella storica casa di Willard Straight sulla Fifth Avenue
È la sede in cui vengono consegnati gli Infinity Awards, inaugurati nel 1985 per "portare l'attenzione pubblica sugli altissimi meriti nel campo della fotografia, onorando gli individui che si sono distinti nel campo ed identificando futuri luminari."
Fin dalla sua fondazione, il Centro ha ospitato oltre 500 mostre, esponendo il lavoro di oltre tremila fotografi ed altri artisti.